# Toledo (Parana)
Toledo – miasto w Brazylii w stanie Parana, wchodzi w skład mezoregionu Oeste Paranaense (Zachodnia Parana). 
Miasto położone w odległości 540 km od stolicy stanu, Kurytyby.

## Historia
Pierwsza osadę na obszarze Toledo założyli w 1946 r. gauchos pochodzący z São Marcos. Osiedle znajdowało się na obszarze Terytorium Federalnego Iguaçu. Miasto zostało założone 14 grudnia 1951 r., po wydzieleniu miasta i gminy Toledo z jurysdykcji Foz do Iguaçu.